# Brody Hutzler
Pour les articles homonymes, voir Brody.
Brody Hutzler est un acteur américain né le 20 avril 1971 à Fairbanks, en Alaska (États-Unis).

## Filmographie

### Cinéma
- 2001 : La Revanche d'une blonde (Legally Blonde) : Grant
- 2001 : Totally Blonde : Brad Wilson
- 2010 : Sebastian (film) : Lester Abbott

### Télévision
- 1996 - 1997 : Haine et Passion (The Guiding Light) (série télévisée) : Zachary Smith
- 1999 : Charmed (série télévisée) : Max (Saison 2 épisode 10)
- 1999 - 2004 : Les Feux de l'amour (The Young and the Restless) (série télévisée) : Cody Dixon
- 2000 : Titans (téléfilm) : Billy Bastion
- 2001 : Angel (saison 2): Landok
- 2003 : Sept à la maison (7th Heaven) : Paul (Saison 8, épisode 6)
- 2004 - ... : Des jours et des vies (Days of Our Lives) (série télévisée) : Patrick Lockhart
- 2005 : Miss USA 2005 (téléfilm) : juge célébrité
- 2011 : Ringer (série télévisée) : Beau père de Juliet
- 2014 : Les Enfants du péché : Nouveau Départ (Petals on the Wind) de Karen Moncrieff : homme invité
- 2016 : Danse Funèbre : Quinn